# Дашава — Дрогобич
Дашава — Дрогобич — історичний газопровід, котрий започаткував транспортування блакитного палива теренами України.
На початку 1920-х стартувала розробка Дашавського родовища, яке протягом наступних трьох десятиліть відігравало провідну роль у газовій промисловості України. Першим прокладеним від нього трубопроводом стала введена в експлуатацію у 1922-му лінія до Стрия довжиною 14,4 км та діаметром 225 мм. В 1924-му її продовжили у тому ж діаметрі на 24,5 км до Дрогобича. Власником цього трубопроводу була компанія «Газолін».
В 1928-му інша компанія «Польмін» проклала власний газопровід Дашава — Дрогобич довжиною біля 40 км та діаметром 175 мм, який живив її нафтопереробний завод (в 1960-х був об'єднаний зі ще одним дрогобицьким підприємством того ж профілю у Дрогобицький НПЗ — наразі нафтопереробний комплекс Галичина).
На момент спорудження газопроводів від Дашавського родовища у Прикарпатті вже багато десятиліть вели видобуток нафти. Постачання природного газу дозволяло вивільнити попутний нафтовий газ, із якого на газолінових заводах додатково отримували значні обсяги моторного пального.